# Andrea Schiavone

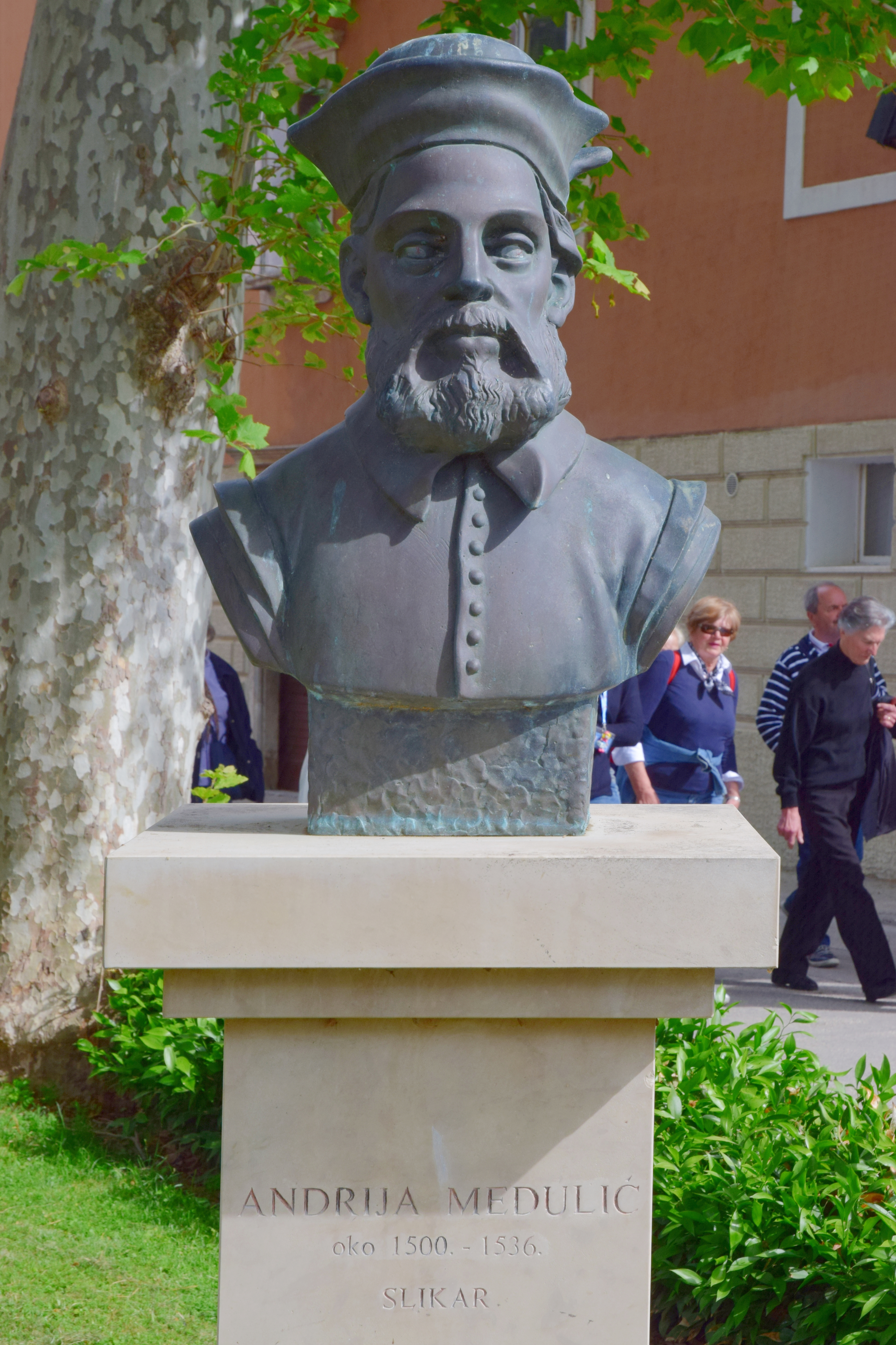
Büste in Zadar

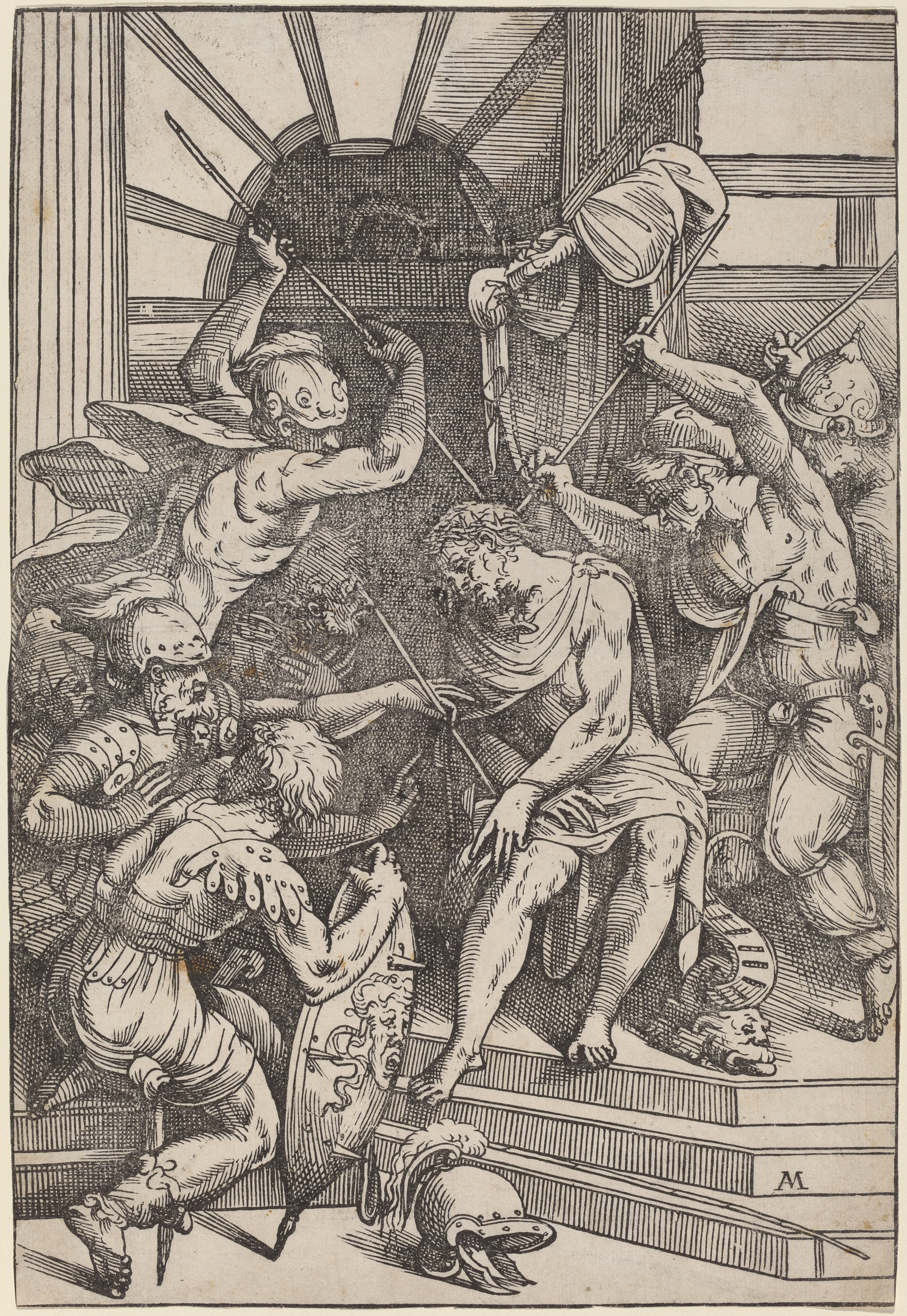
Die Dornenkrönung, Holzschnitt nach Tizian

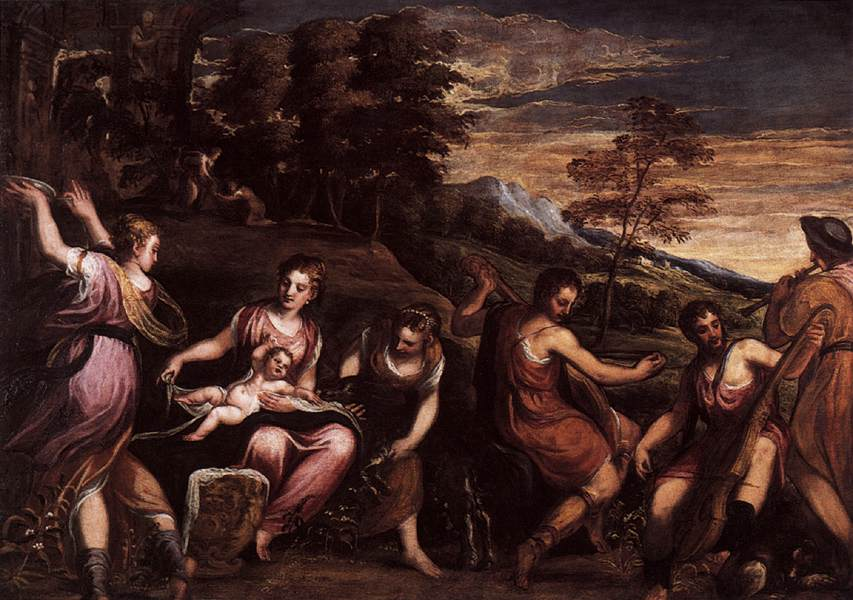
Kindheit des Jupiter, 1560

Andrea Schiavone (eigentlich Andrea Meldolla bzw. Me(l)dola, kroatisch Andrija Medulić; * um 1510 in Zara oder 1522 in Sebenico, beides heute in Kroatien; † 1. Dezember 1563 in Venedig) war ein venezianischer Maler.

## Leben
Meldollas Vater war venezianischer Amtmann in Meldola, das 1509 nach der Schlacht von Agnadello für Venedig verloren ging. Er ging daher nach Zara, wo Andrea geboren wurde und daher später den Herkunftsnamen „lo Schiavone“ (der „Slawe“) erhielt.
Schiavone kam früh aus seiner Heimatstadt Zadar nach Venedig und arbeitete dort bei Tizian, dessen Kolorit er mit dem Stil von Francesco Mazzola, genannt Parmigianino, verband. Um seinen Unterhalt zu verdienen, bemalte er, wie seine Kollegen auch, Wände, Fahnen und Alltagsgegenstände, wie Möbelstücke oder Truhen.
Schiavone hat biblische Gemälde und Porträts gemalt, doch liegt seine Bedeutung darin, dass er einer der ersten Italiener war, die die Landschaft als selbstständige Gattung der Malerei kultivierten (eine Berg- und eine Waldlandschaft befanden sich im Berliner Museum). Er hat auch eine Anzahl von Blättern radiert, unter denen sich ebenfalls Landschaften befinden.
Bedeutende Werke des Künstlers sind heute (Stand 2007) in der öffentlichen Ausstellung in den Uffizien in Florenz ausgestellt.
Er starb möglicherweise an Hirnhautentzündung. In seinem Testament wurde auch der Bildhauer Alessandro Vittoria bedacht.